# Madonna del Libro (Foppa)
La Madonna del Libro è un dipinto tempera su tavola (37,5x29,6 cm) di Vincenzo Foppa, databile al 1460-1468 circa e conservato nella Pinacoteca del Castello Sforzesco a Milano.

## Descrizione e stile
L'opera era probabilmente destinata alla devozione privata. La Madonna e il Bambino benedicente si affacciano con illusionismo oltre una cornice dorata, lungo la quale corre un'iscrizione che riproduce l'incipit di un'orazione attribuita a Sisto IV in onore dell'Immacolata Concezione, un tema allora assai dibattuto.
Le figure sono caratterizzate da una solidità scultorea, che rimanda alle opere padovane, ma anche ai modi fiamminghi per via della morbida sfumatura del chiaroscuro. Il manto della Vergine presenta un panneggio sbalzato che rimanda alla scuola ferrarese, così come l'elemento decorativo del filo di corallo rosso appeso contro un cielo cristallino.
Il nome del dipinto deriva dal libro che Maria tiene in mano davanti al Bambino e che sembra venire da essa letto: si tratta di un richiamo alle Sacre Scritture, le cui tristi profezie sul martirio del figlio sembrano far riflettere la Vergine e le danno quell'espressione pensosa e malinconica. La mano di Maria che sporge oltre la cornice mostra qualche incertezza nello scorcio, che la fa apparire più piccola anziché più grande.